# Vombisidris xylochos
Vombisidris xylochos är en myrart som beskrevs av Bolton 1991. Vombisidris xylochos ingår i släktet Vombisidris och familjen myror. Inga underarter finns listade i Catalogue of Life.